# 晨禮服

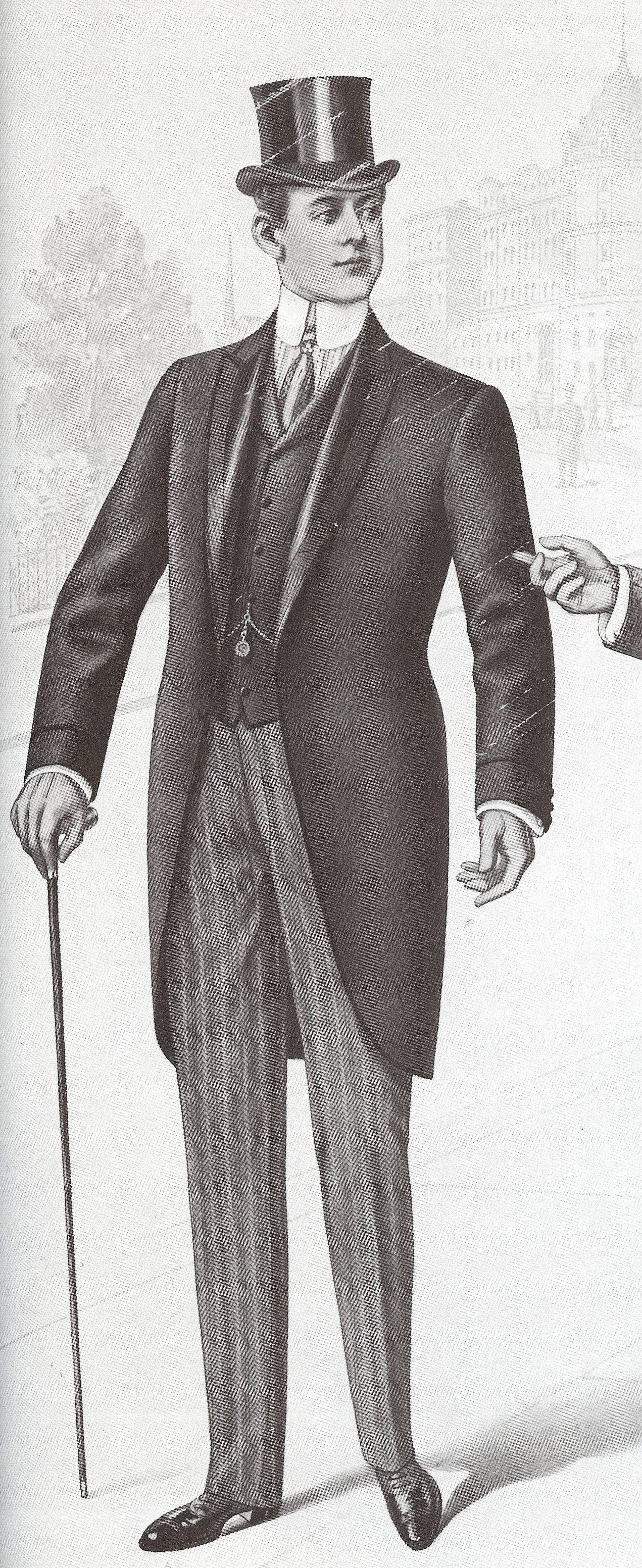
20世紀初期穿著晨禮服的男性

晨禮服（morning dress）是男性最高級別的禮服之一。晨禮服起源自18世紀英國貴族的騎馬服。19世紀開始，晨禮服逐漸開始在正式場合通用，並取代長外衣成為男性正式禮服的代表。外套、馬甲和西褲的顏色及材質完全相同的晨禮服被稱為Morning Grey。晨禮服現在基本只在正式儀式和一些社交場合時使用。